# Chinook (Buddy Longway)
Pour les articles homonymes, voir Chinook.
Chinook est le premier album de la série de bande dessinée Buddy Longway, paru en 1974.
Il s'agit aussi d'un personnage principal de cette série. Cette bande dessinée a valu à son auteur le Grand Prix Saint-Michel 1974.

## Personnages
- Chinook : née un jour de grand vent, elle est nommée Chinook « Vent sauvage » par son père. Ses parents Ours Debout et Herbe Sauvage sont des indiens sioux. Elle a un frère un peu plus âgé : Daim Rapide. Elle aura une petite sœur, morte en bas âge[1].

Elle vit l'enfance d'une jeune indienne, participe à l'itinérance de sa tribu, apprend les tâches dévolues aux femmes : cuisine, médecine, travail des peaux... Avec son frère, elle aime aussi monter à cheval et chasser.
À seize ans, elle participe avec sa tribu à une grande chasse d'automne. Ils doivent traverser une rivière en crue. Sa mère, Herbe Sauvage est heurtée par un tronc flottant. Chinook se jette à l'eau pour lui porter secours. Le courant les emporte. Herbe Sauvage meurt noyée. Chinook, elle, est emmenée beaucoup plus loin, sur l'autre rive. Isolée, elle marche des jours avant de croiser la route de deux trappeurs qui vont la capturer et en faire leur esclave. L'hiver approchant, ils trouvent refuge au fort. Sous l'effet de l'alcool, la vigilance des deux hommes se relâche. Chinook tente de fuir et tombe sur Buddy qui arrivait juste au fort pour vendre ses peaux. Buddy accepte de l'aider et de la ramener aux siens.
Chinook est belle, les hommes sont sous le charme. C'est le cas des deux trappeurs : Big Belly et Warner, de Slim le Borgne ou de Dallas, tous en seront pour leurs frais. Elle sait aussi se défendre et Buddy n'est jamais très loin. Buddy est le seul à ne pas succomber, il lui faudra des lunes avant de comprendre qu'il est amoureux et que cet amour est partagé.
Buddy et Chinook font un mariage indien, dans la tribu de Chinook puis s'installent dans une cabane qu'ils construisent en pleine nature. Ensemble, ils ont d'abord un fils : Jérémie qui hérite des cheveux blonds de son père (et du nom de l'oncle de ce dernier) et huit ans après, une fille, Kathleen qui ressemble plus à Chinook.
Chinook est une épouse et une mère attentive et aimante. Elle console, soigne Buddy après sa rencontre avec un bison, elle nourrit. Elle veille à donner le meilleur de chaque culture à ses enfants, accompagne Jérémie, de loin, lors de son initiation, rend visite à sa famille sioux. Elle est aussi ouverte au changement. C'est à son initiative que la cabane se dote d'animaux domestiques et d'un jardin.
- Buddy Longway : trappeur d'une vingtaine d'années.
- Slim le Borgne : trappeur barbu et borgne. Vit seul dans une cabane. Vieil ours mais brave type.
- Warner et Big Belly : deux cow-boys sans scrupules, ils ont enlevé Chinook.
- Cerf Agile et Loup Sauvage : indiens crows.
- Grand Arbre : chef des indiens crows.
- Rocher Noir : chef des indiens sioux.
- Ours debout : sioux, père de Chinook
- Daim Rapide : sioux, frère de Chinook.
- Adamski : colporteur, il fait du troc avec les indiens.
- Fellow : cheval de Buddy.

## Synopsis
Buddy achève sa première saison de chasse. Il rentre au fort avec ses peaux et sauve une squaw des mains de deux hommes qui l'ont enlevée et la maltraitent. Elle veut rejoindre les siens : des Sioux. Buddy décide de l'aider mais, lors de leur premier bivouac, ils sont rejoints par les deux hommes qui décident de se payer en volant les fourrures de Buddy. Le lendemain, Buddy se lance à leur poursuite et assiste impuissant à leur massacre par des indiens Crows. Lui-même et Chinook sont faits prisonniers. Sioux et Crows sont en guerre. 

Buddy doit subir l'épreuve de la flèche. Il parvient à atteindre les rochers avant Loup Sauvage. L'épreuve est réussie, il est libre. 
Le soir même, Chinook, une nouvelle fois en fuite, le retrouve et lui rappelle sa promesse de la ramener aux siens. Ils vont devoir traverser les montagnes en plein hiver. La progression est difficile. Fellow, tombe dans une rivière gelée, ils perdent les vivres et leur fusil. Pour trouver de la nourriture, Buddy tente de tuer un bison, au poignard. Mais le bison charge, Buddy perd connaissance. Heureusement, Buddy et Chinook sont recueillis par Slim le Borgne. Buddy a des côtes cassées, il est fiévreux, fait un rêve récurrent : il est seul, une voix lui dit de suivre un vent sauvage. Peu à peu, soigné par Chinook, Buddy retrouve des forces. Une nouvelle fois, il va sauver Chinook (de Slim qui n'est pas insensible à ses charmes).
À l'approche du printemps, ils peuvent reprendre la route et finissent par retrouver la tribu de Chinook. L'accueil est chaleureux, Buddy chasse en compagnie de Daim Rapide qui finit de lui apprendre le métier. Un jour, il lui parle de son rêve. Daim Rapide lui révèle qu'en sioux : Chinook veut dire « vent sauvage ». Buddy ouvre enfin les yeux. Au début de l'été, lui et Chinook se marient, quittent le camp pour construire une cabane et fonder un foyer.

### Documentation
- Christophe Quillien, « Dames de cœur : Chinook », dans Elles, grandes aventurières et femmes fatales de la bande dessinée, Huginn & Muninn, octobre 2014 (ISBN 9782364801851), p. 48-49.